# Vloeistof

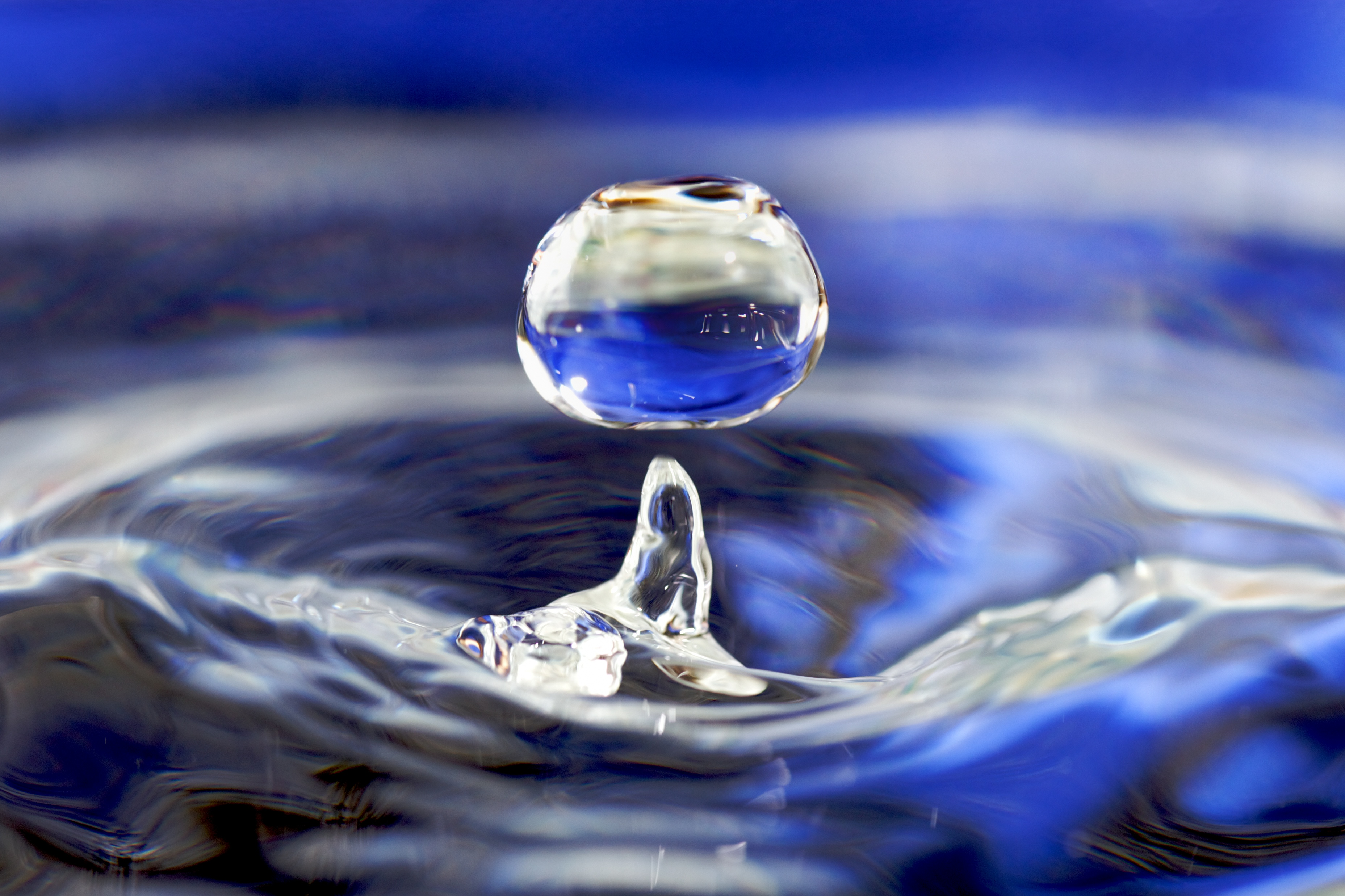
De vorming van een sferische druppel water is het natuurlijke gevolg van de hoge oppervlaktespanning van deze vloeistof.

Vloeistof is een van de aggregatietoestanden waarin materie kan voorkomen. Een vloeistof is een stof die gemakkelijk vormveranderingen ondergaat, maar zich verzet tegen volumeverandering onder invloed van druk. Hierin onderscheiden vloeistoffen zich van vaste stoffen, die hun vorm behouden, en gassen en plasma's, die samendrukbaar zijn. Op microniveau bestaat een vloeistof uit deeltjes die voortdurend in een willekeurige beweging zijn, maar slechts een vrije weglengte hebben in de ordegrootte van de diameter van de deeltjes.
De dichtheid van een vloeistof is vergelijkbaar met die van een vaste stof. Om deze reden worden vloeibare en vaste stoffen gecondenseerde materie genoemd. Anderzijds hebben zowel vloeistoffen als gassen het vermogen om te vloeien. Ze worden hierom fluïda genoemd. Hoewel vloeibaar water overvloedig aanwezig is op aarde, is het de zeldzaamste aggregatietoestand in het universum. Vrijwel alle materie in het heelal is in gasvorm, met sporen van detecteerbare vaste materie.

## Algemeen

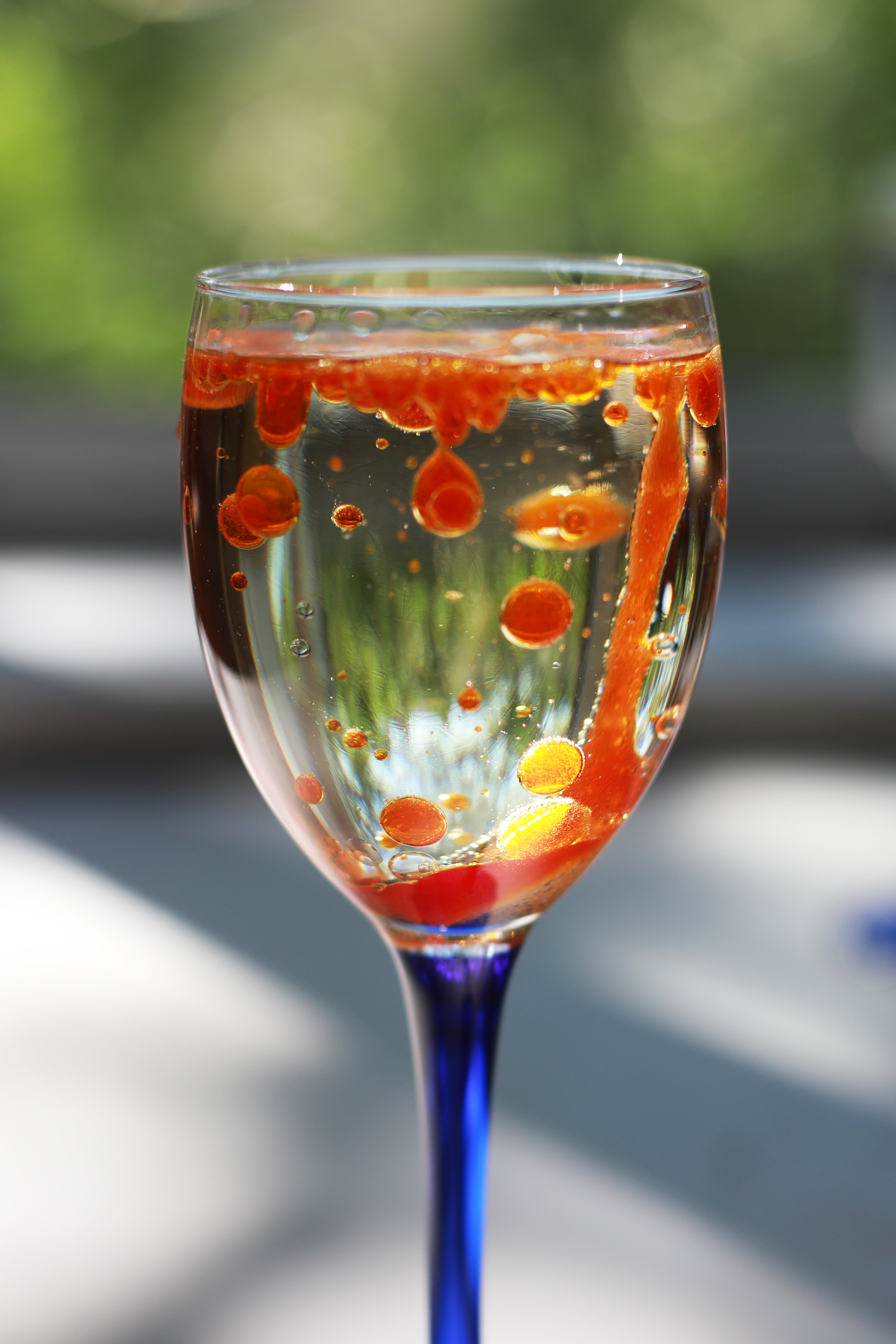
Olie en water zijn twee niet-mengbare vloeistoffen.

Samen met vaste stoffen, gassen en plasma's zijn vloeistoffen een van de vier primaire aggregatietoestanden. De benaming fluïdum groepeert de begrippen vloeistof, gas en plasma. In tegenstelling tot vaste stoffen hebben de moleculen in een vloeistof meestal een grote bewegingsvrijheid. De deeltjes waaruit een vloeistof bestaat worden bij elkaar gehouden door tijdelijke intermoleculaire krachten, waardoor een vloeistof het vermogen heeft te vloeien en de vorm van het reservoir aan te nemen.
In tegenstelling tot een gas is een vloeistof moeilijk samendrukbaar, wat betekent dat ze een constant volume behoudt, zelfs onder hoge druk. Een vloeistof vult niet spontaan alle beschikbare ruimte van een vat op, zoals bij gassen. Niet alle vloeistoffen kunnen mengen met andere vloeistoffen. Deze eigenschappen maken een vloeistof geschikt voor toepassingen in de hydraulica.
Wanneer een vloeistof wordt verwarmd, zullen de moleculen sterker gaan vibreren waardoor de intermoleculaire afstanden toenemen. Zodra het kookpunt wordt bereikt, bewegen de moleculen zo snel dat ze aan elkaars aantrekkingskrachten ontsnappen. De vloeistof verandert dan in zijn gasvormige toestand (tenzij kookvertraging optreedt). Bij verlaging van de temperatuur zullen de moleculen stabiliseren en dichter op elkaar gaan zitten. Wanneer de vloeistof het vriespunt bereikt, zetten de moleculen zich vast in een specifieke configuratie: kristallisatie. De vloeistof verandert in zijn vaste toestand (tenzij superkoeling optreedt).
De aanduiding smelt wordt gebruikt voor de vloeibare fase van (mengsels van) stoffen die tot ruim boven kamertemperatuur (>200 °C) vast zijn, zoals de meeste zouten en metalen. Ook wordt het gebruikt voor de semi-vloeibare fase van metalen, glas en kunststoffen.

## Eigenschappen van vloeistoffen

### Viscositeit
De (dynamische) viscositeit van een fluïdum is de mate waarin het fluïdum weerstand biedt tegen vervorming door schuifspanning. Ze wordt uitgedrukt in pascalseconden (Pa.s). Vloeistoffen met een lage viscositeit stromen gemakkelijk en vertonen turbulentie (wervelend); vloeistoffen met hoge viscositeit zijn stroperig en stromen laminair. Honing heeft bijvoorbeeld een hogere viscositeit dan water.
Bij toenemende temperatuur verandert de viscositeit van de meeste vloeistoffen van stroperig naar dun vloeibaar. Sommige stoffen of mengsels worden bij zeer lage temperatuur supervloeibaar, dat wil zeggen dat hun viscositeit 0 wordt. Viscositeit is in veel toegepaste gebieden een belangrijk concept, bijvoorbeeld in de smeermiddelindustrie. Een manier om de viscositeit te controleren is door twee of meer vloeistoffen met verschillende viscositeiten in precieze verhoudingen te mengen.

### Oppervlaktespanning

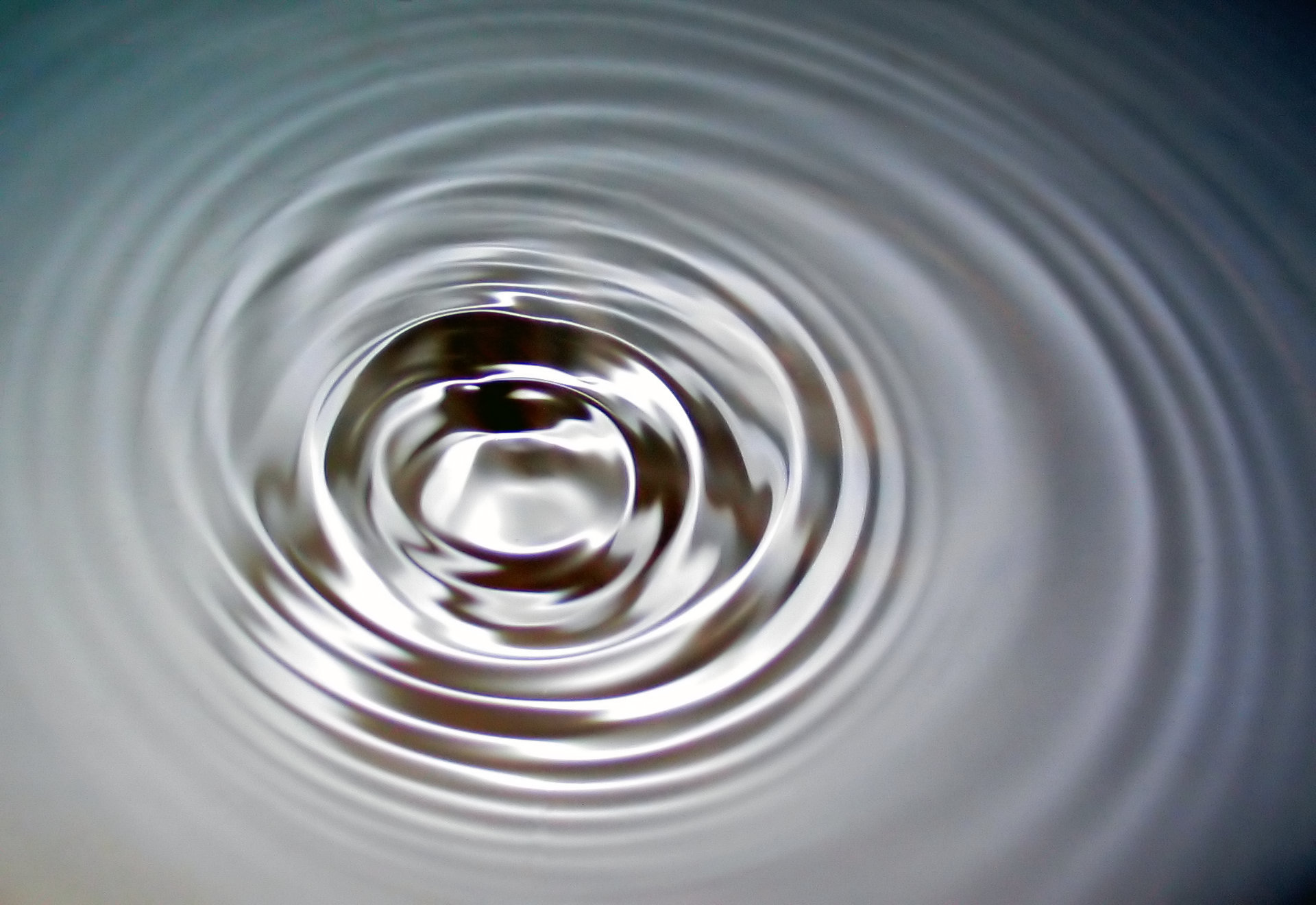
Oppervlaktegolven in water

Het oppervlak van een vloeistof gedraagt zich als een membraan met een lichte rekspanning. Daardoor neemt een gewichtloze hoeveelheid vloeistof spontaan een bolvorm aan (druppel): het meetkundig lichaam met de kleinste oppervlakte voor een gegeven volume. De oppervlaktespanning is een materiaalconstante en wordt uitgedrukt in newton per meter (N/m). Vloeistoffen met sterke intermoleculaire krachten hebben meestal een hoge oppervlaktespanning.
Oppervlaktespanning is verantwoordelijk voor een breed scala aan fysische verschijnselen, zoals oppervlaktegolving, capillariteit en bevochtigingseffecten. Het gedrag van vloeistoffen op microscopische schaal is voor een belangrijk deel te beschrijven aan de hand van oppervlaktespanning. Bij een microscopische hoeveelheid vloeistof bevindt een groot deel van de moleculen zich namelijk aan de oppervlakte.
De oppervlaktespanningen van gewone vloeistoffen beslaan een relatief smal waardenbereik, wat sterk contrasteert met de enorme variatie die wordt waargenomen in andere mechanische eigenschappen, zoals viscositeit.

### Cohesie en adhesie
De moleculen waaruit een vloeistof bestaat trekken elkaar aan door middel van vanderwaalskrachten. Deze onderlinge aantrekkingskracht wordt cohesie genoemd. Het zijn precies deze krachten die het karakter van een vloeistof bepalen, omdat ze de onderlinge afstand tussen de moleculen klein houden waardoor het volume van de vloeistof niet spontaan uitdijt en slechts in geringe mate afhangt van de druk.
Cohesie onderscheidt zich van adhesie; de aantrekking tussen ongelijksoortige moleculen, in dit geval tussen de vloeistof en een andere stof zoals het kristalrooster van de beker of de fles. Wanneer de adhesie sterker is dan de cohesie, vertoont de vloeistof nabij de wand van de beker een opstaande rand. In een smalle buis veroorzaakt dit de capillaire werking. Wanneer de cohesie sterker is, ontstaat er juist een neerwaartse rand.

## Faseovergangen

Moleculen in drie verschillende aggregatietoestanden

De overgang van de vaste naar de vloeibare toestand heet smelten, het omgekeerde heet stollen. De overgang van vloeistof naar gas is verdamping, het omgekeerde condensatie. Bij de meeste stoffen vertegenwoordigt de vaste toestand een lagere energie dan de vloeibare, en de vloeibare toestand een lagere energie dan de gasvormige; daarom moet er bij het smelten en het verdampen energie worden toegevoegd (smeltwarmte resp. verdampingswarmte), terwijl een even grote hoeveelheid energie terug vrijkomt bij condenseren en stollen.
Vloeistoffen kunnen niet voorkomen beneden een bepaalde druk (tripelpunt), die afhangt van de stof; bij lagere druk gaat de vaste stof wanneer de temperatuur toeneemt, over in gas (sublimatie) zonder eerst vloeibaar te worden.

### Op de grens tussen vloeibaar en vast
Sommige mengsels van vaste stoffen met hoge viscositeit, bijvoorbeeld bitumen (een mengsel van natuurlijke of van industrieel vervaardigde macro-polymere koolwaterstoffen), blijken zich onverwacht toch als vloeistof te gedragen, zoals aangetoond door het pekdruppelexperiment. Ten slotte gedragen veel macropolymere (thermoplastische) kunststoffen zich op grote tijdschaal als een vloeistof; een extreem voorbeeld daarvan is Silly Putty.

## Drijven en zinken
In een vloeistof die zich in een zwaartekrachtveld bevindt, heerst een inwendige druk die groter is dan de eventuele gasdruk (bijvoorbeeld atmosferische druk) aan het oppervlak. Die overdruk heet hydrostatische druk. Als het zwaartekrachtveld en de vloeistof zelf homogeen zijn, dan neemt de hydrostatische druk evenredig toe met de diepte:
{\displaystyle P=\rho gd}
waar {\displaystyle \rho } de massadichtheid van de vloeistof is, {\displaystyle g} de sterkte van het zwaartekrachtveld en {\displaystyle d} de diepte onder het oppervlak. De hydrostatische druk plant zich in alle richtingen voort en wordt ook uitgeoefend op de wanden en de bodem van een vat.
Als een voorwerp geheel of gedeeltelijk is ondergedompeld in de vloeistof, veroorzaakt het drukverschil tussen de bovenste en de onderste delen een opwaartse stuwkracht, archimedeskracht genoemd, die gelijk in grootte en tegengesteld is aan het gewicht van de door het voorwerp verplaatste vloeistof:
{\displaystyle F_{s}=\rho gV}
waar {\displaystyle V} het volume is van het ondergedompelde gedeelte van het voorwerp, en {\displaystyle \rho } nog steeds de massadichtheid van de vloeistof (dus niet die van het voorwerp).
Als de massadichtheid van het voorwerp kleiner is dan die van de vloeistof, dan bestaat er een gedeeltelijk ondergedompeld volume {\displaystyle V} waarvoor de opwaartse stuwkracht gelijk is aan het gewicht van het voorwerp: het voorwerp drijft. Pogingen om het voorwerp nog verder onder te dompelen worden tegengewerkt doordat de stuwkracht groter wordt dan het gewicht.
Als de massadichtheid van het voorwerp groter is dan die van de vloeistof, dan blijft de opwaartse stuwkracht kleiner dan het gewicht van het voorwerp zelfs bij volledig onderdompelen: het voorwerp zinkt. Een voorwerp waarvan de massadichtheid precies gelijk is aan die van de vloeistof, bevindt zich in een onverschillig evenwicht: het zweeft.

## Praktische toepassingen van vloeistoffen
Vloeistoffen worden op veel gebieden toegepast als:
- smeermiddel, met name olie
- bakmiddel, met name plantaardige olie
- krachtoverbrengingsmiddel, bijvoorbeeld hydraulische olie als remvloeistof in de remleiding van een auto
- transportmiddel, met name water voor de scheepvaart
- oplosmiddel, bijvoorbeeld wasbenzine, water
- vloeibaar stikstof bij blessurebehandeling en cryotherapie
- smelt van ijzererts in een hoogoven waaraan, dankzij de chemische reactie met bijgemengde cokes tijdens het smelten, vloeibaar ruwijzer wordt onttrokken;
- vloeibaar aardgas, met een volume van bijna 700× kleiner dan gasvormig aardgas, ten behoeve van aardgastransport (per schip) en opslag
- vloeibaar waterstof voor waterstofopslag

## Waar komen vloeistoffen voor?

### Vloeistoffen in de natuur
Op aarde is water veruit de meest voorkomende natuurlijke vloeistof. Andere voorbeelden van op aarde natuurlijk voorkomende vloeibare materie zijn magma in de aardkorst, en lava, magma dat het aardoppervlak heeft bereikt. Het buitenste deel van de aardkern bestaat uit vloeibaar nikkelijzer. In levende wezens komen naast water ook organische vloeistoffen voor, met name plantaardige oliën. Buiten de aardse natuur komen veel andere stoffen in vloeibare aggregatietoestand voor, bijvoorbeeld vloeibare waterstof op de planeten Jupiter en Saturnus.

### Scheikundige stoffen
Omdat de vloeibare toestand in het fasediagram van een stof tussen de vaste en de gasfase ligt, en bovendien pas vanaf een bepaalde minimumdruk voorkomt (tripelpunt), moet het als een toeval beschouwd worden wanneer een zuivere stof bij standaardomstandigheden (kamertemperatuur en bij een druk van één atmosfeer) vloeibaar is.
Slechts één element uit het periodiek systeem voldoet hieraan: kwik. Enkele vloeibare anorganische verbindingen zijn water, koolstofdisulfide en zwavelzuur. De meeste andere bekende voorbeelden zijn organische verbindingen, zoals alcohol, aceton, benzeen en een aantal alkanen (van pentaan af tot en met hexadecaan).

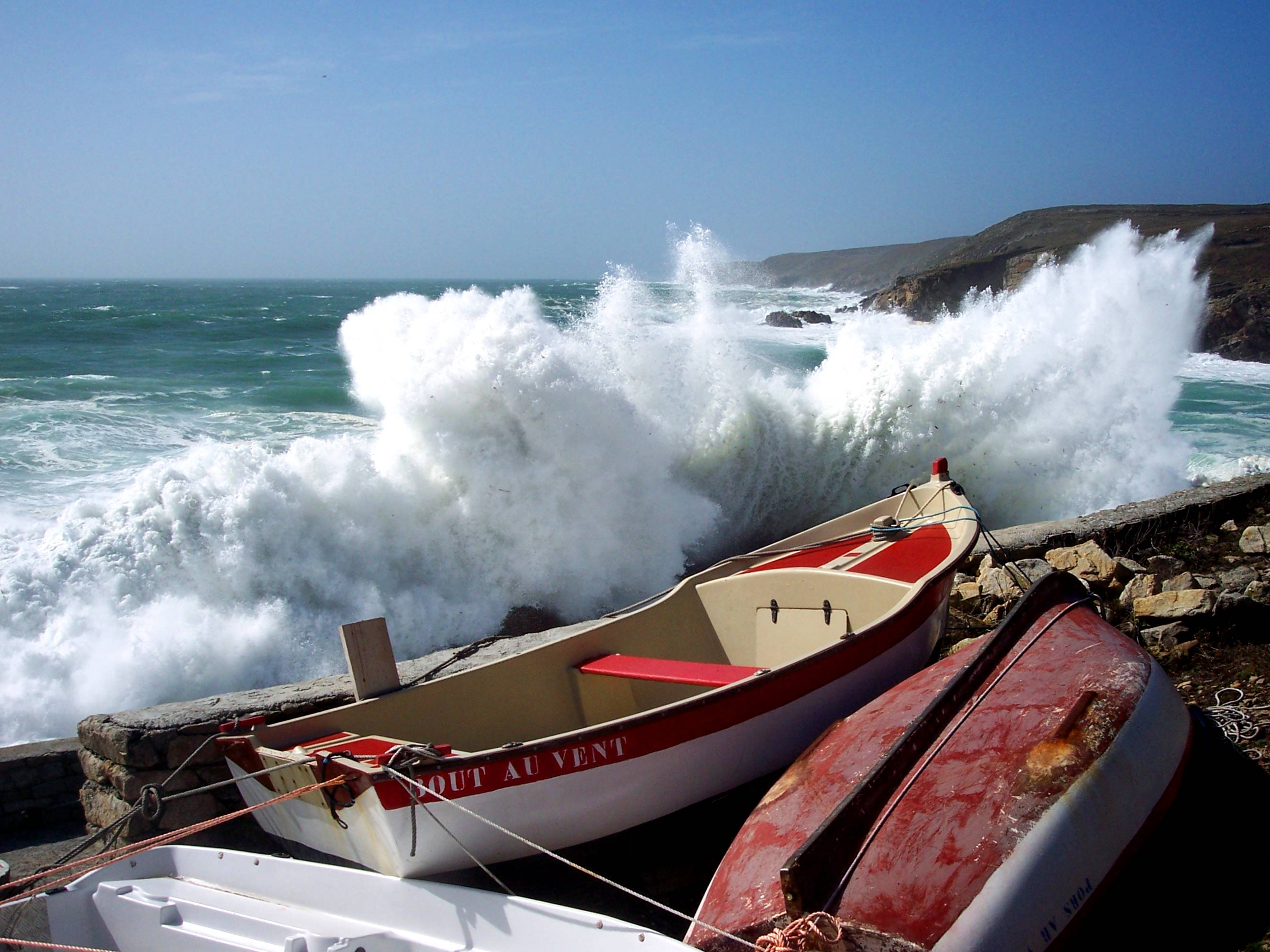
Water, de meest algemene vloeistof
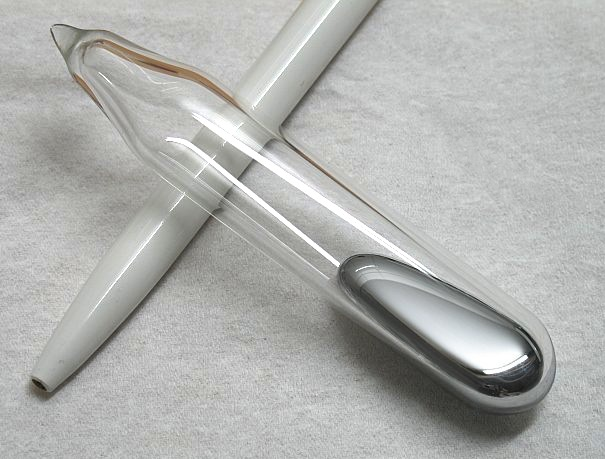
Kwik, een vloeibaar overgangsmetaal
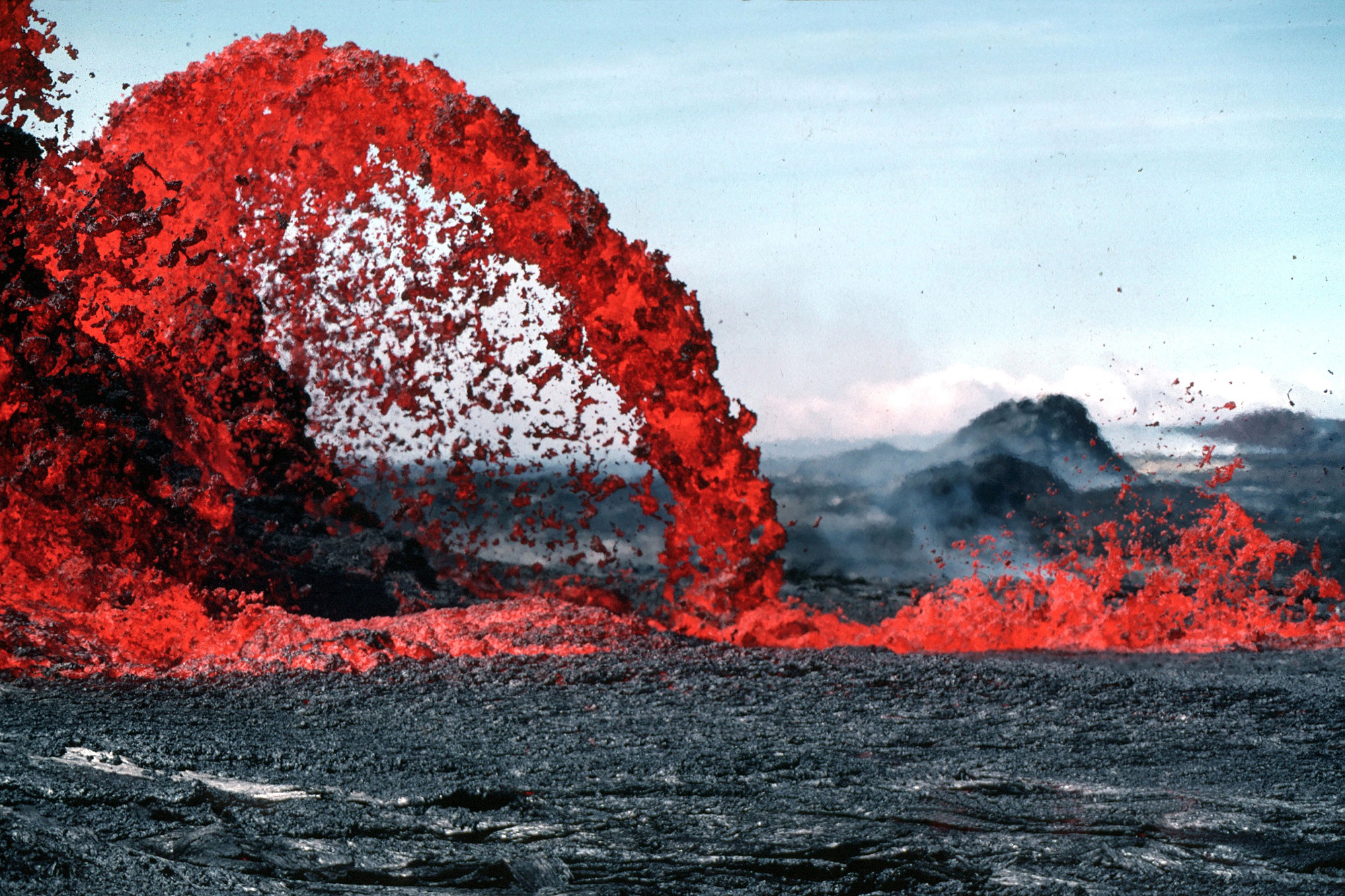
Lava, vloeibaar gesteente

## Geluidsgolven in vloeistoffen
De enige stijfheid van een vloeistof bestaat in haar verzet tegen volumeverandering. De compressiemodulus is een materiaalconstante die de drukverhoging beschrijft bij een relatieve afname van het volume. Door een plotse samendrukking van een vloeistof op één plaats ontstaat een drukgolf die zich voortplant doorheen de vloeistof: een geluidsgolf.
De snelheid van het geluid in een vloeistof bedraagt
{\displaystyle v={\sqrt {\frac {\kappa }{\rho }}}}
waar {\displaystyle \rho } de dichtheid van de vloeistof is, en {\displaystyle \kappa } de compressiemodulus. Zuiver water heeft een compressiemodulus van 2,183 GPa en een maximale dichtheid (bij 4 °C) van 1000 kg/m2, wat een geluidssnelheid van net geen 1500 m/s oplevert: ruim vier keer zo snel als het "gewone" geluid in lucht. Warmer water heeft een lagere dichtheid, waardoor het geluid zich nog sneller voortplant. Zeewater heeft een hogere dichtheid, wat de snelheid dan weer verlaagt. Een bekende toepassing van onderzeese geluidsgolven is sonar.

## Oplossingen

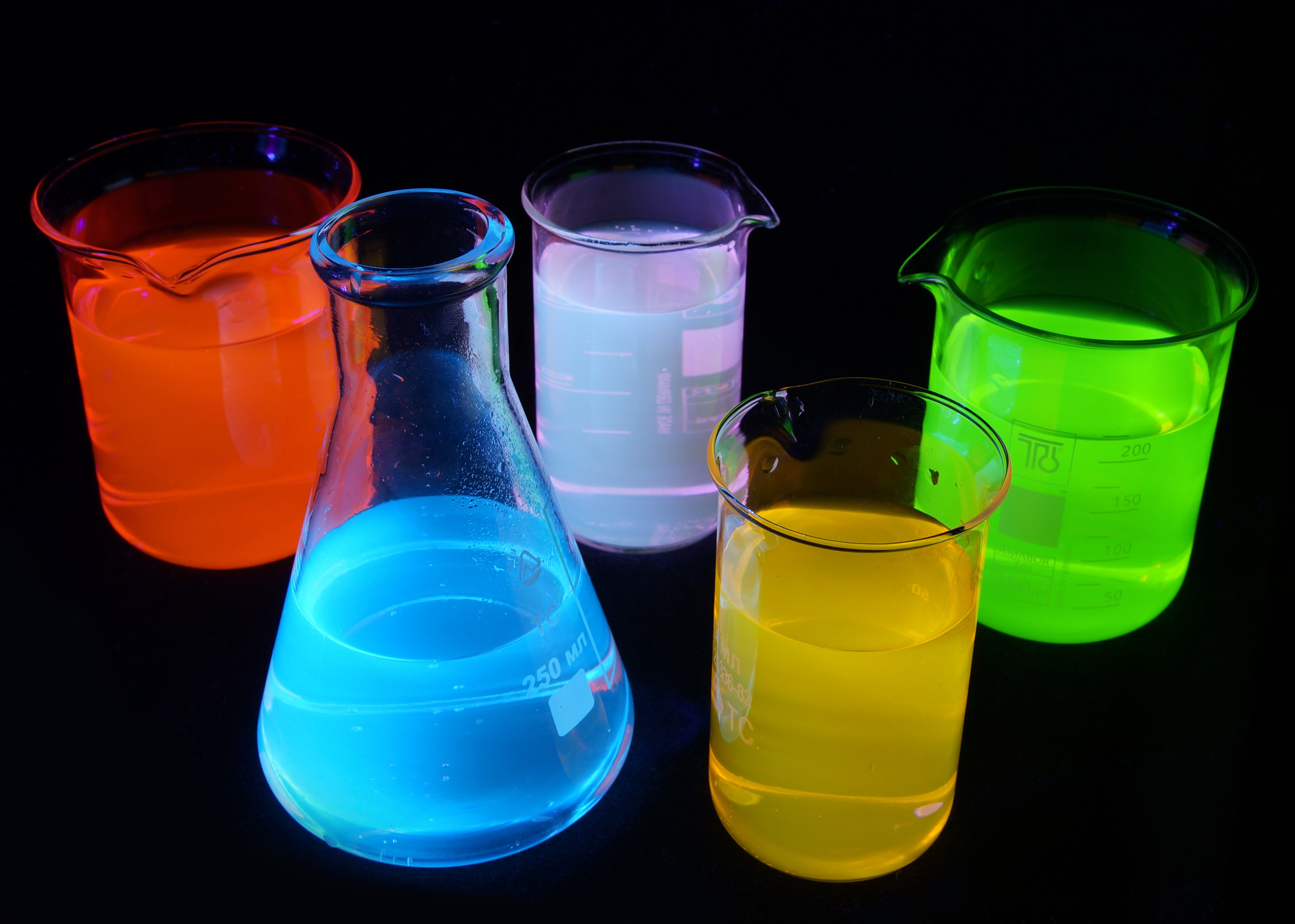
Fluorescentie van verschillende oplossingen

Hoewel ook oplossingen in gassen en in vaste stoffen bestaan, denkt men bij oplosmiddelen vooral aan vloeistoffen. Een mengsel van een vloeistof met een andere (niet noodzakelijk vloeibare) stof is een oplossing als de menging zo fijn is, dat de opgeloste stof niet door filtering kan gescheiden worden en niet visueel waarneembaar is. Op dat kleinschalige niveau treden interacties op tussen de opgeloste moleculen en de moleculen van het oplosmiddel. Naargelang van de elektronische structuur van het oplosmiddel onderscheiden we:
- polaire oplosmiddelen, zoals water, die een aantrekkingskracht uitoefenen op polaire opgeloste stoffen zoals zouten;
- apolaire oplosmiddelen, zoals benzine, die vooral andere apolaire stoffen (zoals vetten) oplossen.

Een detergent zoals zeep bestaat uit moleculen die langs één kant water aantrekken, en langs de andere kant vetten. De reinigende kracht van zeep bestaat er dan ook in dat ze vetten onrechtstreeks oplosbaar maakt in water.